# 마리얌폴레
마리얌폴레(리투아니아어: Marijampolė)은 리투아니아 남부에 위치한 도시로 인구는 47,244명이다. 마리얌폴레주의 주도이며 행정 구역상으로는 마리얌폴레시에 속한다. 소련 시대였던 1955년부터 1989년까지는 리투아니아의 공산주의 정치인인 빈차스 미츠케비추스캅수카스에서 이름을 딴 캅수카스(Kapsukas)라는 이름으로 불렸다.

## 자매 도시
- 덴마크 비보르
- 프랑스 칼레
- 독일 베르기슈글라트바흐
- 러시아 체르냐홉스크
- 벨라루스 살리호르스크
- 핀란드 코콜라
- 폴란드 수바우키
- 폴란드 피오트르쿠프트리부날스키
- 노르웨이 Kvam
- 노르웨이 Lesja
- 독일 나움부르크